# Ruta 8 (Chile)
La Ruta CH-8 es una futura carretera chilena propuesta como parte de la Carretera Austral, la cual se encuentra en el sur de Chile. El trayecto comprende 786 kilómetros  y busca unir por tierra y barcazas la región de Aysén con la de Magallanes y Antártica Chilena. Nace en la Punta Pisagua, en las cercanías del glaciar Jorge Montt en Aysén y termina en el Fiordo Staines, Magallanes y Antártica Chilena, pasando por el oeste del campo de hielo patagónico sur y por el este de Puerto Edén. El proyecto tardaría al menos 52 años en finalizarse y costaría más de $8,2 mil millones de dólares.
Tanto el ejército de Chile como el ministerio de Obras Públicas han realizado trabajos en terreno para concretar el trazado.
El trazado fue planificado en 1980 como parte del proyecto de la Carretera Austral, siendo el tramo no construido en la actualidad. El estudio ha sido modificado posteriormente por el ejército.
Además de la obra vial en sí, se proyectan al menos 6 cruces en Trasbordador o ferry a través de la ruta en los sectores de Ventisquero o Glaciar Jorge Montt, Fiordo Témpanos, Fiordo Eyre, Fiordos Penguin y Europa, Fiordo Peel y Seno Última Esperanza.

## Áreas geográficas

### Región de Aysén
- Punta Pisagua

### Región de Magallanes y de la Antártica Chilena
- Campo de hielo patagónico sur
- Puerto Edén
- Puerto Natales